# Индепенденсия (Тачира)
Индепенденсия — муниципалитет в штате Тачира в Венесуэле. Административный центр — населённый пункт Capacho Nuevo. 1 Площадь муниципалитета — 64 км². Население — 47 114 человек (по данным на 2023 год).

## История
Его основание относится к 1875 году, а название столицы произошло от индейцев капучос, которые населяли этот регион. В результате землетрясения, произошедшего 18 мая 1875 года, столица муниципалитета была перемещена на своё нынешнее место, ранее известное как Колинас-де-Бланкисаль.
Следует уточнить, что генерал Сиприано Кастро не родился в этом муниципалитете. Он появился на свет 12 октября 1858 года в муниципалитете Либертад и посвятил свою жизнь военной деятельности. Он возглавлял движение, известное как “Либеральная восстанавливающая революция”. Несмотря на это, его останки покоятся в мавзолее, расположенном на восьмой улице (каррера 8) по направлению к кладбищу в городе Капачо-Нуэво, муниципалитет Индепенденсия.
21 августа 2015 года президент Венесуэлы Николас Мадуро частично ввёл чрезвычайное положение сроком на 60 дней в приграничном штате Тачира в связи с дипломатическим кризисом с Колумбией. Муниципалитет Индепенденсия стал одной из пяти территорий, затронутых этой президентской мерой.